# Hideko Takamine
Hideko Takamine (高峰 秀子, Takamine Hideko, 27 de março de 1924 – 28 de dezembro de 2010) foi uma atriz japonesa que começou como atriz infantil e manteve sua fama em uma carreira que durou 50 anos. Ela é mais conhecida por suas colaborações com os diretores Keisuke Kinoshita em Nijū-shi no hitomi (1954) e Mikio Naruse em Ukigumo (1955).

## Biografia

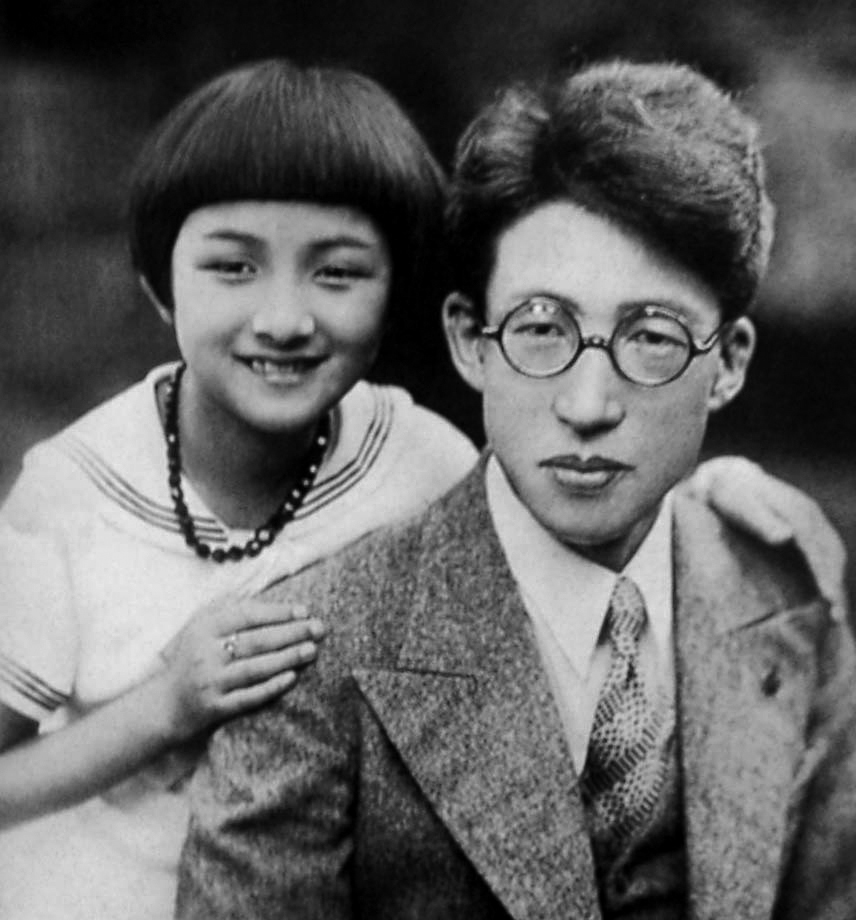
Takamine e o cantor Taro Shoji em 1934

Takamine nasceu em Hakodate, Hokkaido, em 1924. Aos quatro anos, após a morte de sua mãe, ela foi deixada sob os cuidados de sua tia em Tóquio. Seu primeiro papel foi no filme Mother (Haha) de 1929, do estúdio Shochiku, que lhe trouxe enorme popularidade como atriz infantil. Muitos dos filmes de seu início de carreira eram imitações dos de Shirley Temple.
Depois de começar a trabalhar para a Toho em 1937, seus papéis em Tsuzurikata kyōshitsu (1938) e Horse (Uma, 1941), de Kajirō Yamamoto, trouxeram-lhe nova fama como uma atriz já madura. Ela fez viagens para entreter as tropas japonesas com o seu canto e, após a guerra, cantou para as tropas de ocupação americanas em Tóquio. Depois de aparecer inicialmente num filme pró-sindical, Asu o tsukuru hitobito (1946), ela ficou chocada com as práticas rígidas dos líderes e membros do sindicato nacionais que trabalhavam na Toho e, mais tarde, juntou-se primeiro a um novo sindicato antes de se mudar para os estúdios Shintoho em 1947.
Em 1950, ela deixou a Shintoho e tornou-se atriz freelancer. Seus filmes com os diretores Keisuke Kinoshita e Mikio Naruse durante a década de 1950 fizeram dela a maior estrela do Japão. Longas notáveis desta década incluem a comédia satírica de Kinoshita, Carmen Kokyō ni Kaeru (1951), o primeiro longa-metragem colorido do Japão, e o drama anti-guerra Nijū-shi no hitomi (1954), já com Naruse foram os filmes Ukigumo (1955) e Onna ga kaidan o agaru toki (1960).
Pela sua colaboração com Naruse, ela recebeu muitos papéis principais, aparecendo em 17 filmes seus, entre 1941 e 1966, que são considerados "algumas de suas melhores atuações" (Jasper Sharp), com sua "persona sensível, porém engenhosa", provando se encaixar "nas heroínas sofredoras e perseverantes de Naruse" (Alexander Jacoby). O historiador de cinema Donald Richie descreveu as suas personagens da seguinte forma: "Como tantas mulheres japonesas da época, elas queriam mais da vida, mas não conseguiam. A guerra pode ter acabado, descobriram-se as mulheres, mas elas não estavam em melhor situação. Elas ainda estavam bastante infelizes. Portanto, o tipo de papéis desempenhados por Takamine se encaixavam nesse zeitgeist, podendo até mesmo ter criado esse zeitgeist." Comparando Naruse e Kinoshita, Takamine explicou: “Embora diferentes em estilo, eles compartilhavam uma aversão comum a coisas que não eram naturais. O que tentei fazer foi ser tão natural quanto as mulheres que vemos nas notícias, mas adicionando um toque de drama para que eu fosse ainda mais real."
Ela se casou com o diretor e roteirista Zenzo Matsuyama em 1955, mas continuou sua carreira de atriz afirmando que queria "criar um novo estilo de esposa que tivesse um emprego". Depois de se aposentar como atriz em 1979, Takamine publicou sua autobiografia e várias coleções de ensaios. Ela morreu de câncer de pulmão em 28 de dezembro de 2010, aos 86 anos.

## Filmografia selecionada

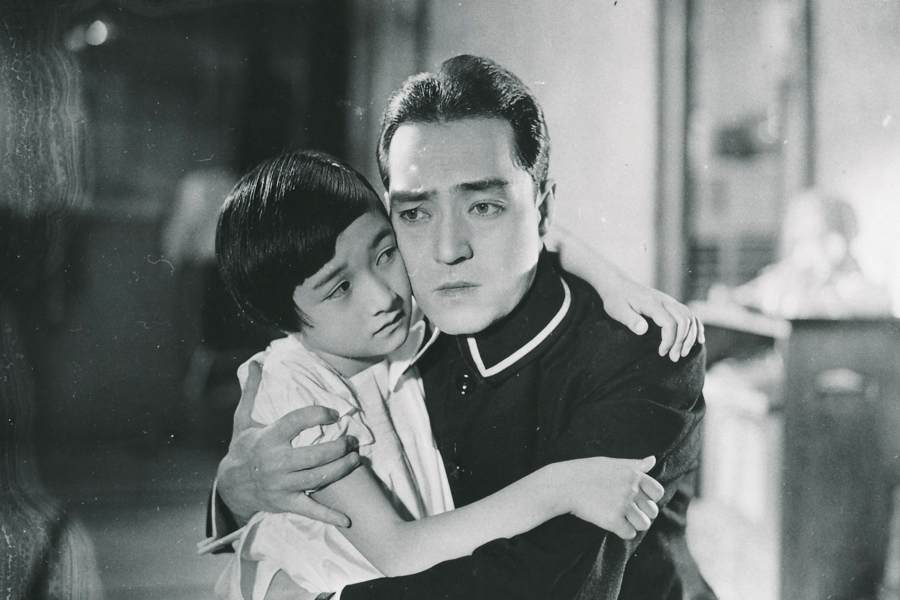
Hideko Takamine e Jōji Oka em Hoho o yosureba (1933)

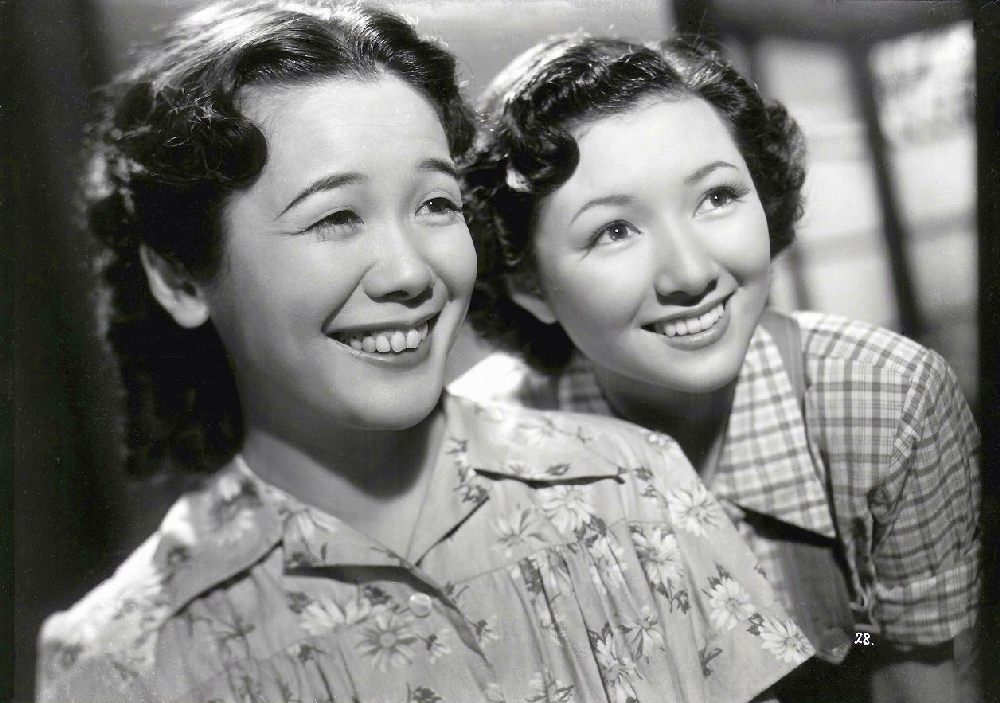
Shizuko Kasagi (à esquerda) e Hideko Takamine no filme Ginza Kankan Musume (1949)

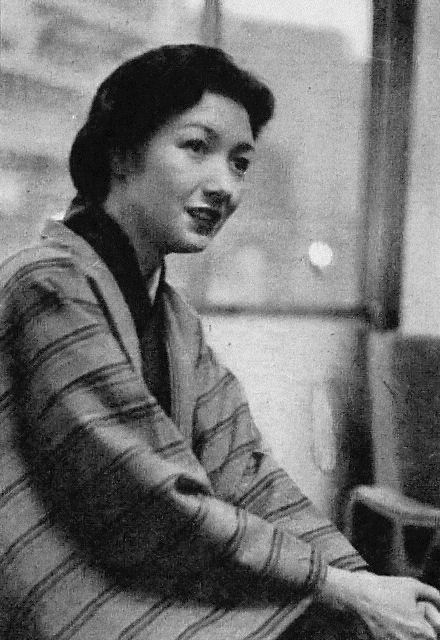
Takamine em 1954

| Ano  | Título                                 | Título em português                                                       | Papel            | Diretor(es)                                     | Notes                                       |
| ---- | -------------------------------------- | ------------------------------------------------------------------------- | ---------------- | ----------------------------------------------- | ------------------------------------------- |
| 1929 | Haha                                   | Mãe                                                                       |                  | Hōtei Nomura                                    | Filme de estreia                            |
| 1931 | Tōkyō no kōrasu                        | bra: O Coral de Tóquio                                                    |                  | Yasujirō Ozu                                    |                                             |
| 1938 | Tsuzurikata kyōshitsu                  | Aula de Ortografia                                                        |                  | Kajirō Yamamoto                                 |                                             |
| 1941 | Hideko no shashō-san                   | Hideko, a Condutora de Ônibus                                             | Okoma            | Mikio Naruse                                    | Primeiro filme em colaboração com Naruse    |
| 1941 | Uma                                    | Cavalo                                                                    |                  | Kajirō Yamamoto                                 |                                             |
| 1943 | Ahen senso                             | A Guerra do Ópio                                                          |                  | Masahiro Makino                                 |                                             |
| 1946 | Asu o tsukuru hitobito                 | Aqueles que Fazem o Amanhã                                                | Takamine         | Akira Kurosawa, Hideo Sekigawa, Kajirō Yamamoto |                                             |
| 1946 | Aru yo no tonosama                     | Senhor por uma Noite                                                      |                  | Teinosuke Kinugasa                              |                                             |
| 1949 | Ginza kankan musume                    | Garota Can-can de Ginza                                                   |                  | Koji Shima                                      |                                             |
| 1950 | Munekata kyōdai                        | bra/prt: As Irmãs Munekata                                                |                  | Yasujirō Ozu                                    |                                             |
| 1951 | Carmen Kokyō ni Kaeru                  | bra: A Volta de Carmen                                                    | Okin/Lily Carmen | Keisuke Kinoshita                               | Primeiro filme em colaboração com Kinoshita |
| 1952 | Inazuma                                | prt/bra: Relâmpago                                                        |                  | Mikio Naruse                                    |                                             |
| 1952 | Carmen junjō su                        | O Amor Puro de Carmen                                                     | Carmen           | Keisuke Kinoshita                               |                                             |
| 1953 | Entotsu no mieru basho                 | Onde as Chaminés são Vistas                                               |                  | Heinosuke Gosho                                 |                                             |
| 1953 | Gan                                    | O Ganso Selvagem                                                          | Otama            | Shirō Toyoda                                    |                                             |
| 1954 | Onna no sono                           | O Jardim das Mulheres                                                     | Yoshie Izushi    | Keisuke Kinoshita                               |                                             |
| 1954 | Nijū-shi no hitomi                     | Vinte e Quatro Olhos                                                      | Hisako Ōishi     | Keisuke Kinoshita                               |                                             |
| 1954 | Kono hiroi sora no dokoka ni           | Em Algum Lugar Abaixo do Vasto Céu                                        |                  | Masaki Kobayashi                                |                                             |
| 1955 | Ukigumo                                | bra/prt: Nuvens Flutuantes                                                |                  | Mikio Naruse                                    |                                             |
| 1956 | Nagareru                               | bra: Correnteza                                                           |                  | Mikio Naruse                                    |                                             |
| 1956 | Tsuma no kokoro                        | bra: Coração de Esposa/prt: O Coração de uma Esposa                       |                  | Mikio Naruse                                    |                                             |
| 1957 | Arakure                                | Indomável/Mulher Indomável                                                |                  | Mikio Naruse                                    |                                             |
| 1957 | Yorokobi mo kanashimi mo ikutoshitsuki | bra: Olhos que Nunca Se Fecham                                            | Kiyoko Arisawa   | Keisuke Kinoshita                               |                                             |
| 1958 | Muhōmatsu no isshō                     | Homem Riquixá/A Vida de Muhoumatsu                                        | Yoshiko Yoshioka | Hiroshi Inagaki                                 |                                             |
| 1960 | Onna ga kaidan o agaru toki            | bra: Quando a Mulher Sobe a Escada/prt: Quando uma Mulher Sobe as Escadas | Keiko Yashiro    | Mikio Naruse                                    |                                             |
| 1960 | Musume, tsuma, haha                    | bra/prt: Filhas, Esposas e Uma Mãe                                        |                  | Mikio Naruse                                    |                                             |
| 1960 | Fuefukigawa                            | bra: O Murmúrio do Rio Fuefuki                                            | Okei             | Keisuke Kinoshita                               |                                             |
| 1961 | Tsuma to shite onna to shite           | Como Esposa, Como Mulher                                                  | Miho Nishigaki   | Mikio Naruse                                    |                                             |
| 1961 | Namonaku mazushiku utsukushiku         | A Felicidade Está em Nós                                                  | Akiko Katayama   | Zenzo Matsuyama                                 |                                             |
| 1961 | Ningen no jōken III                    | bra: Guerra e Humanidade III: Uma Prece de Soldado                        |                  | Masaki Kobayashi                                |                                             |
| 1961 | Eien no hito                           | Amor Imortal                                                              |                  | Keisuke Kinoshita                               |                                             |
| 1962 | Burari bura-bura monogatari            | Passeie e Conte a História                                                |                  | Zenzo Matsuyama                                 |                                             |
| 1962 | Hōrōki                                 | Caderno de Um Andarilho                                                   |                  | Mikio Naruse                                    |                                             |
| 1963 | Onna no rekishi                        | A História de Uma Mulher                                                  |                  | Mikio Naruse                                    |                                             |
| 1964 | Midareru                               | bra/prt: Tormento                                                         | Reiko Morita     | Mikio Naruse                                    |                                             |
| 1967 | Hanaoka Seishû no tsuma                | bra: A Esposa do Dr. Hanaoka                                              |                  | Yasuzo Masumura                                 |                                             |
| 1973 | Kōkotsu no hito                        | Os Anos de Crepúsculo                                                     |                  | Shirō Toyoda                                    |                                             |
| 1979 | Shodo Satsujin: Musuko yo              | Meu Filho! Meu Filho!                                                     |                  | Keisuke Kinoshita                               | Último filme de carreira                    |

## Prêmios
Prêmio de Cinema da Academia do Japão
- 1996 Prêmio Lifetime Achievement[10]

Mainichi Film Concours de Melhor Atriz
- 1954 Nijū-shi no hitomi, Onna no sono, Kono hiroi sora no dokoka ni[11]
- 1955 Ukigumo[12]
- 1957 Yorokobi mo kanashimi mo ikutoshitsuki, Arakure[13]
- 1961 Eien no hito, Namonaku mazushiku utsukushiku[14]
- 2010 Prêmio Póstumo[15]

Blue Ribbon Awards de Melhor Atriz
- 1955 Nijū-shi no hitomi, Onna no sono, Kono hiroi sora no dokoka ni[16]

Prêmio Kinema Junpo de Melhor Atriz
- 1956 Ukigumo[17][18]